# Reddingsbrigade

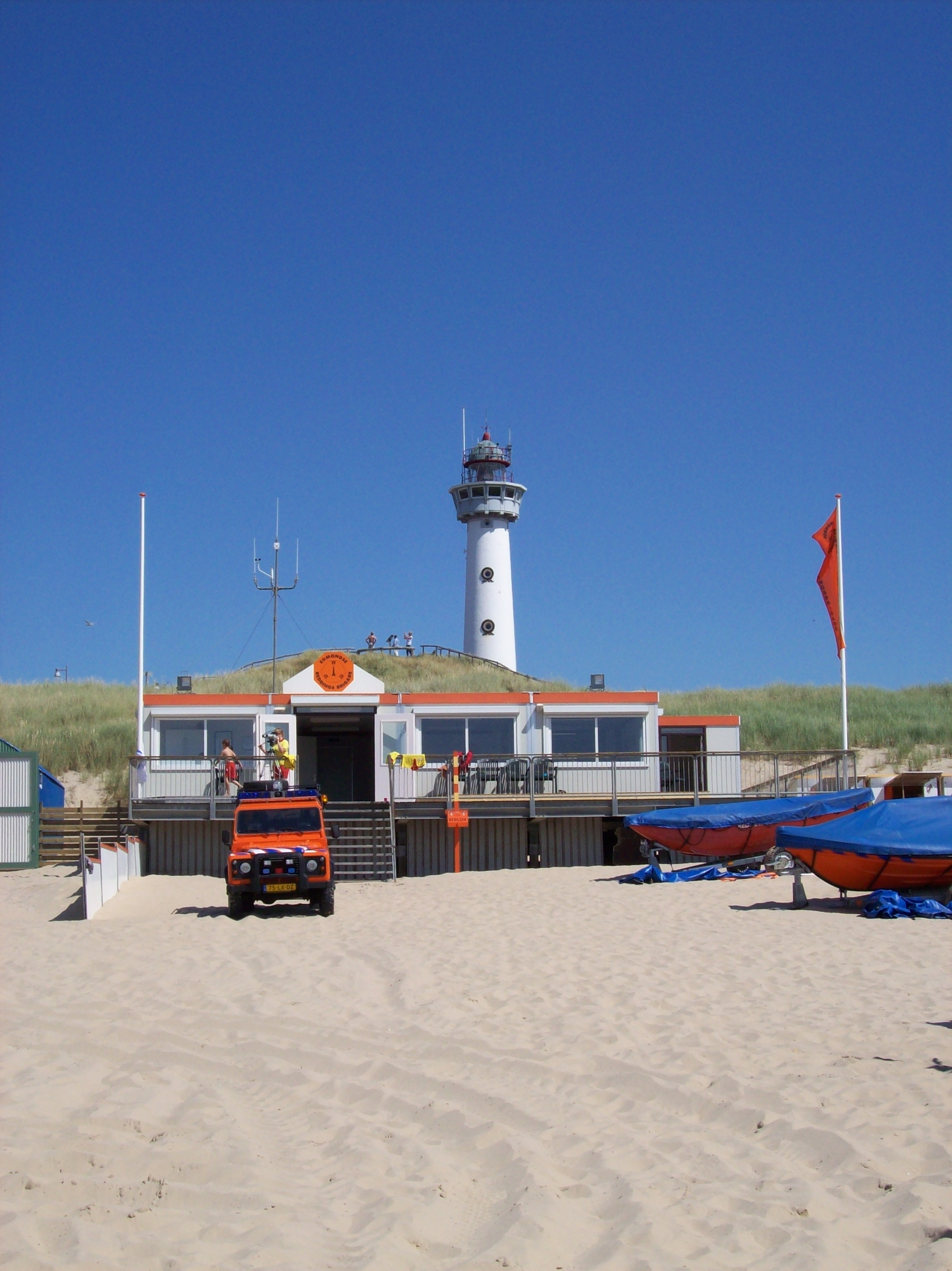
Post van de reddingsbrigade aan het Noordzeestrand bij Egmond aan Zee

Een reddingsbrigade is een georganiseerde groep mensen met als doel het op non-profitbasis voorkomen en beheersen van ongevallen, vooral in soms afgelegen buitengebieden. Een brigade is meestal gespecialiseerd in het uitvoeren van reddingen in een bepaald gebied met een specifieke terreingesteldheid. Er zijn bijvoorbeeld reddingsbrigades met deskundigheid voor operaties in de bergen, in grotten en op het water.
In Nederland zijn de meeste brigades bedoeld voor reddingen aan de Noordzeekust en aan de stranden van de binnenwateren en recreatieplassen. Ook zijn er reddingsbrigades met deskundigheid op het medische vlak, de zogenoemde 'First Responders', die beschikken over speciale levensreddende apparatuur.
Hulpmiddelen in gebruik bij reddingsbrigades zijn zeer divers; van speciaal getrainde honden en klimmateriaal voor grote hoogten tot aan vierwielaangedreven auto's en snelle reddingboten.

## Geschiedenis in Nederland

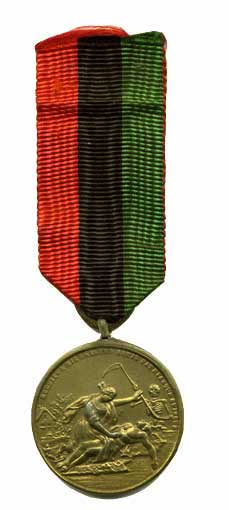
Medaille van de Maatschappij tot Redding van Drenkelingen

Nederland is een waterrijk land en de bewoners hebben door de eeuwen heen met het water geleefd. Veelal ging men uit noodzaak het water op voor het vervoer van goederen, de visserij en oversteken van rivieren. Ook meer recreatief watergebruik is sinds mensenheugenis bekend. Daarbij gebeurden regelmatig ongelukken waarbij mensen verdronken. Aanwezigen wisten vaak niet wat ze het beste konden doen om uit het water gehaalde bewusteloze drenkelingen te helpen.
Om hier verandering in te brengen werd in 1767 de Maatschappij tot Redding van Drenkelingen opgericht die zich tot doel stelde mensen te leren hoe ze (schijndode) drenkelingen moesten behandelen om hun overlevingskansen te vergroten. Men stelde bovendien een gouden medaille in om reddingen en reanimaties te bevorderen. Reanimatie gebeurde vaak door prikkeling van de darmen met in de anus geblazen tabaksrook. Op de Medaille van de Maatschappij tot Redding van Drenkelingen staat de klisteertabakspijp die daarvoor werd gebruikt afgebeeld.
In het begin van de twintigste eeuw realiseerde men zich dat er nog steeds veel mensen nodeloos verdronken en werd een aantal belangrijke ontwikkelingen in gang gezet. In 1908 werd de 's-Hertogenbossche reddingsbrigade opgericht met als doel reddingsmaterialen te verbeteren en drenkelingen te redden. Dit voorbeeld werd al snel gevolgd door de Amsterdamse Reddings Brigade (1913), de Haarlemse Brigade tot Redding van Drenkelingen (1913), de Haagse Vrijwillige Brigade tot Redding van Drenkelingen (1915), de Leidse Reddingsbrigade (1918) en een brigade in Breda. Vanaf 1913 begon men in samenwerking met de Nederlandsche Zwembond en de Amsterdamsche Zwemclub mensen op te leiden voor een diploma zwemmend redden.
Alle lokale reddingsbrigades leidden mensen op in het behandelen van drenkelingen en zwemmend redden. Ook werden al snel wedstrijden gehouden om mensen aan te sporen zichzelf te bekwamen. De brigades hadden ieder hun eigen manier van lesgeven. Met het doel daar wat uniformiteit in te brengen en om elkaar bij te staan en van elkaar te leren werd door vijf brigades in 1917 een landelijke bond opgericht; De Nederlandsche Bond tot het Redden van Drenkelingen (NBRD).
In 1923 werden de eerste landelijke exameneisen gepubliceerd zodat er een kwaliteitsstandaard was voor de opleidingen. Het eerste leerboek van de bond verscheen in 1931 en beschreef hoe een drenkeling gered kon worden. Het kan gezien worden als de eerste druk van de moderne 'Handleiding Zwemmend Redden'.
In 1950 werd prins Bernhard beschermheer en in 1952 werd het predicaat Koninklijk verleend (KNBRD). Het aantal reddingsbrigades groeide gestaag. De opleidingen werden zeer gewaardeerd en uitspraken als 'Zolang niet iedereen kan zwemmen, moet iedere zwemmer kunnen redden' raakten in zwang.
Bij de watersnoodramp van 1953 deden de reddingsbrigades goed werk en werd eens temeer het belang duidelijk van een sterke organisatie en goede voorzieningen. Het Nationaal Rampenfonds maakte geld vrij voor materieel en er werd begonnen aan het ontwerp en de bouw van een zestigtal reddingboten. Ook kreeg de bond vanaf 1955 geld voor een secretariaat.

## Locaties in Nederland

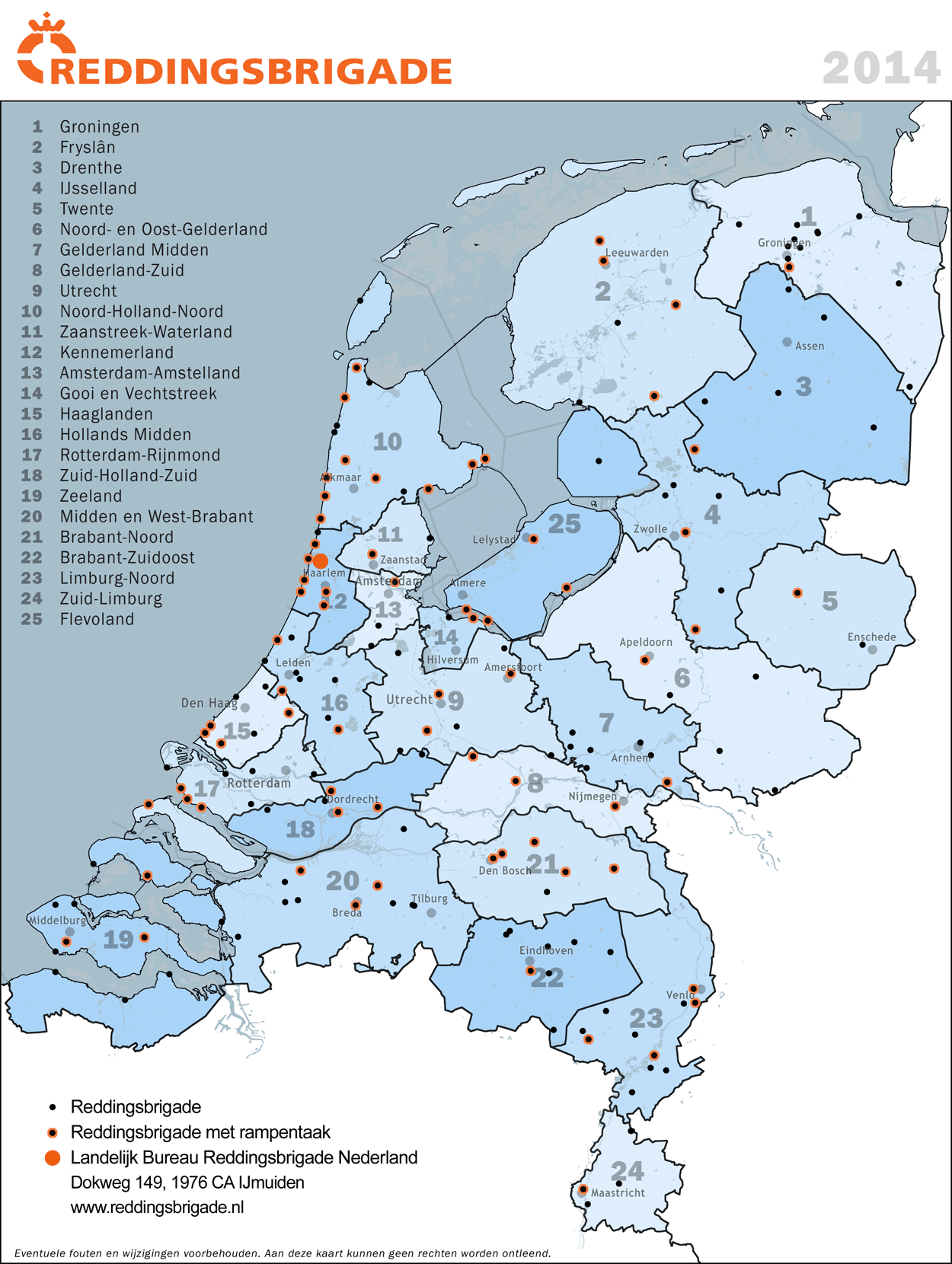
Locaties van reddingsbrigades in Nederland per 1 januari 2014. (Waar een gemeente meerdere posten kent (zoals op Texel en Den Haag), wordt slechts één stip vermeld.)

## Activiteiten

### Bewaking
De rol van strandwacht is de bekendste taak van reddingsbrigades. Veel brigades hebben een eigen gebied waarbinnen de verdrinkingsdood zo veel mogelijk wordt voorkomen, met preventieve maatregelen en operationele reddingsacties. De strandwacht voert ook veel eerste hulp (EHBO) uit.

#### Strandvlaggen
De grenzen van het bewaakte deel van het strand worden aangegeven door middel van rood-gele vlaggen. Deze kleuren vinden we ook vaak terug in de kleding van de reddingswerkers: rode broek en gele trui. Tussen de vlaggen is watersport niet toegestaan. Verder hebben de vlaggen de volgende betekenis:
- Rode vlag: Gevaar! Het is verboden te baden of te zwemmen.
- Gele vlag: Het is gevaarlijk om te baden of te zwemmen. Meestal heeft dit te maken met het weer. Drijvende voorwerpen zijn verboden.
- Rood-gele vlag: Het gebied tussen de twee vlaggen is bewaakte badzone. Strandwachten houden binnen deze zone toezicht. Watersport is in deze zone verboden. Als deze vlag op een reddingspost is gehesen, betekent dit dat deze post geopend is.
- Oranje windzak: U mag baden en zwemmen. Maar het gebruik van drijvende voorwerpen (rubberbootjes, luchtbedden, zwembanden) is verboden vanwege het risico op afdrijven.
- Witte vlag met vraagteken: Er is iemand (meestal een kind) gevonden die naar zijn of haar familie/vrienden op zoek is, of er is iemand  (meestal een kind) vermist.
- Zwart-wit geblokte vlaggen: In de zone tussen de twee vlaggen mag u aan toegestane watersporten doen.

### Opleidingen
Reddingsbrigades houden zich bezig met het opleiden van redders, bijvoorbeeld in zwemmend redden. Zwemmend redden is ook een sport (lifesaving sport) en de KNBRD organiseert verschillende nationale kampioenschappen. De KNBRD is ook een sportbond die is aangesloten bij NOC*NSF. Ook zijn er bij een brigade vaak jeugdleden, die soms alleen mee trainen in een zwembad, of op het strand bij een Reddingsbrigade. Zij trainen dan vaak om strandwacht te worden. Vaak is het zo dat er bij strandbrigades in de zomer op het strand getraind wordt en in de winter in een zwembad.

### Rampenbestrijding (Nationale Reddingsvloot, NRV[4])
Ongeveer de helft van de reddingsbrigade-eenheden in Nederland kan worden ingeschakeld voor hulpverlening bij wateroverlast, overstromingen en dijkdoorbraak. Hiervoor is een vloot van 90 compleet uitgeruste reddingsvletten beschikbaar die speciaal ontworpen zijn voor evacuatiedoeleinden en het varen in ondergelopen gebieden. Zo zijn onder andere bij de wateroverlast van 1993 en 1995 bemanningen van de Nederlandse reddingsbrigades actief geweest bij evacuatie van bewoners.
De regie ligt ten tijde van rampen bij de brandweer en er wordt samengewerkt met onder andere de landelijke eenheid van de Politie, de Koninklijke Landmacht, het Rode Kruis en de Koninklijke Nederlandse Redding Maatschappij (KNRM). 

## Materiaal

### Reddingsvletten
Bij het besteden van de driehonderdduizend gulden uit het Rampenfonds die de bond na 1953 kreeg toegewezen werd niet over één nacht ijs gegaan. Er werd zorgvuldig aandacht besteed aan het ontwerp van boten die weinig diepgang hadden, niet snel lek raakten en stabiel genoeg waren om zeker in, uit en over te kunnen stappen. Eind jaren vijftig waren de 65 reddingsvletten ten slotte gereed en werden ze bij de reddingsbrigade-eenheden in het land gestationeerd. In 1962 kwam er in IJmuiden een speciale loods met stallingsmogelijkheden en een goed uitgeruste onderhouds- en reparatiewerkplaats voor de reddingsvletten.
Ondanks jarenlang aandringen van de bond kwam er pas weer geld beschikbaar van de overheid voor nieuw materieel toen bij de overstromingen van 1993 en 1995 in Limburg en Gelderland de inmiddels hoogbejaarde en verouderde vletten grootschalig moesten worden ingezet. Dit keer bekostigden het Nationaal Rampenfonds en Ministerie van Binnenlandse Zaken en Koninkrijksrelaties samen negentig 'reddingseenheden' bestaande uit een boot met trailer, buitenboordmotor, C2000-systeem, waterdichte werkpakken, reddingsvesten, EHBO-koffer en brancard erbij. De leden van reddingsbrigades waar zulke reddingseenheden gestationeerd zijn konden bovendien een extra opleiding volgen voor omgang met het materieel.

### KNBRD-reddingboten

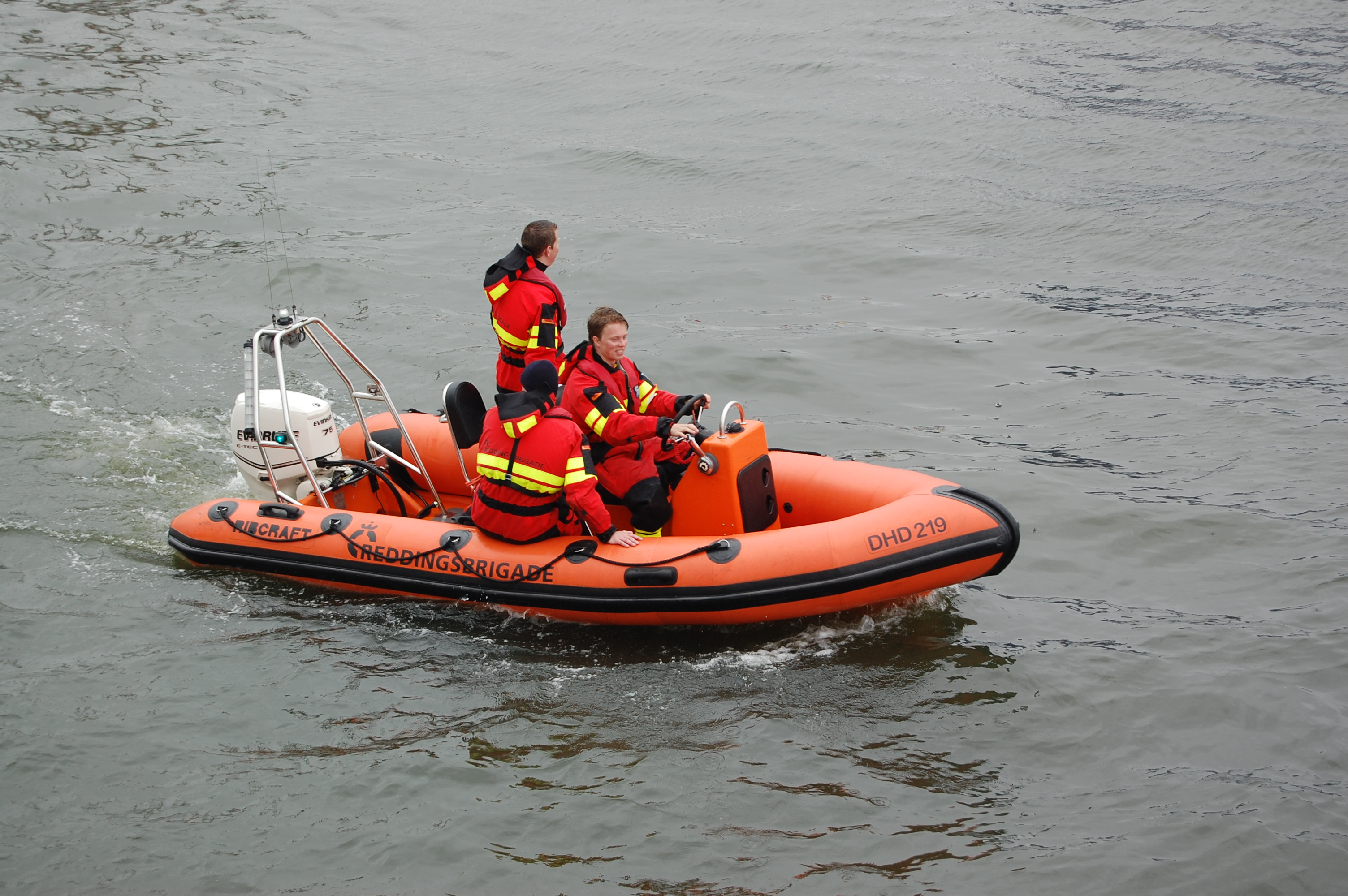
Reddingsbrigade, Den Helder, 22 juni 2013

De reddingsbrigades die bij zee gestationeerd zijn kunnen met de relatief trage en kleine reddingsvletten weinig beginnen in de branding. Daarom werd voor hen samen met scheepsbouwer Mulder & Rijke uit IJmuiden een stevige en snelle bondsreddingboot of brandingsboot van polyester ontwikkeld, waarvan de eerste in 1972 in dienst werd genomen.
In 1992 kwam er een opvolger, de Rescue II die wat groter is en over een sterkere buitenboordmotor beschikt. Van deze boot werd later ook een (kleinere) versie gemaakt die bedoeld was voor gebruik op binnenwater, de Rescue 2000 geheten.
Sinds 2005 is de Rescue III in productie. Met deze boot zijn enkele minpunten, zoals het hoge gewicht waardoor lancering vanaf het strand moeilijk was, van de  Rescue II verbeterd.
Vanaf 2013 gebruikt een heel aantal reddingsbrigades ook boten van Thinn-Silver, een Nederlands bedrijf uit Maasbracht. Dit model reddingboten wordt door Thinn-Silver ook verkocht aan reddingsdiensten in andere landen, zoals de DRLG in Duitsland.
Sinds 2018 is de RNR490 verschenen, een RHIB van 4,9 meter, welke zowel voor reddingen op zee als op het binnenwater geschikt is.

## Reddingsbrigade Nederland
De overkoepelende bond van de Nederlandse reddingsbrigades is de KNBRD (Koninklijke Nederlandse Bond tot het Redden van Drenkelingen), in de dagelijkse communicatie noemt men zichzelf 'Reddingsbrigade Nederland'. Bij Reddingsbrigade Nederland zijn vrijwel alle Nederlandse reddingsbrigades aangesloten. Anno 2009 zijn dit 182 zelfstandige verenigingen, met in totaal ongeveer 30.000 leden. Deze zijn onder meer actief aan de Noordzeekust, op de Zeeuwse wateren, het IJsselmeer, binnenmeren, rivieren en zwembaden.
Een reddingsbrigade aangesloten bij Reddingsbrigade Nederland zal vaak niet alleen actief zijn in het bewaken van een bewakingsgebied of evenement, maar ook in het opleiden van nieuwe redders. Tijdens de opleiding ontvangen de nieuwe redders uitgebreide instructie over praktische handelingen zoals zwemmend redden, varend redden, EHBO en EHaD. Bij nadere opleidingen worden de redders ook theoretisch voorbereid op het reddingswerk en worden de leidinggevende capaciteiten van de redders ontwikkeld.
De bond geeft haar doelstelling aan als: 'Het voorkomen en bestrijden van de verdrinkingsdood in de ruimste zin van het woord.'

### Officiële hulpverlener

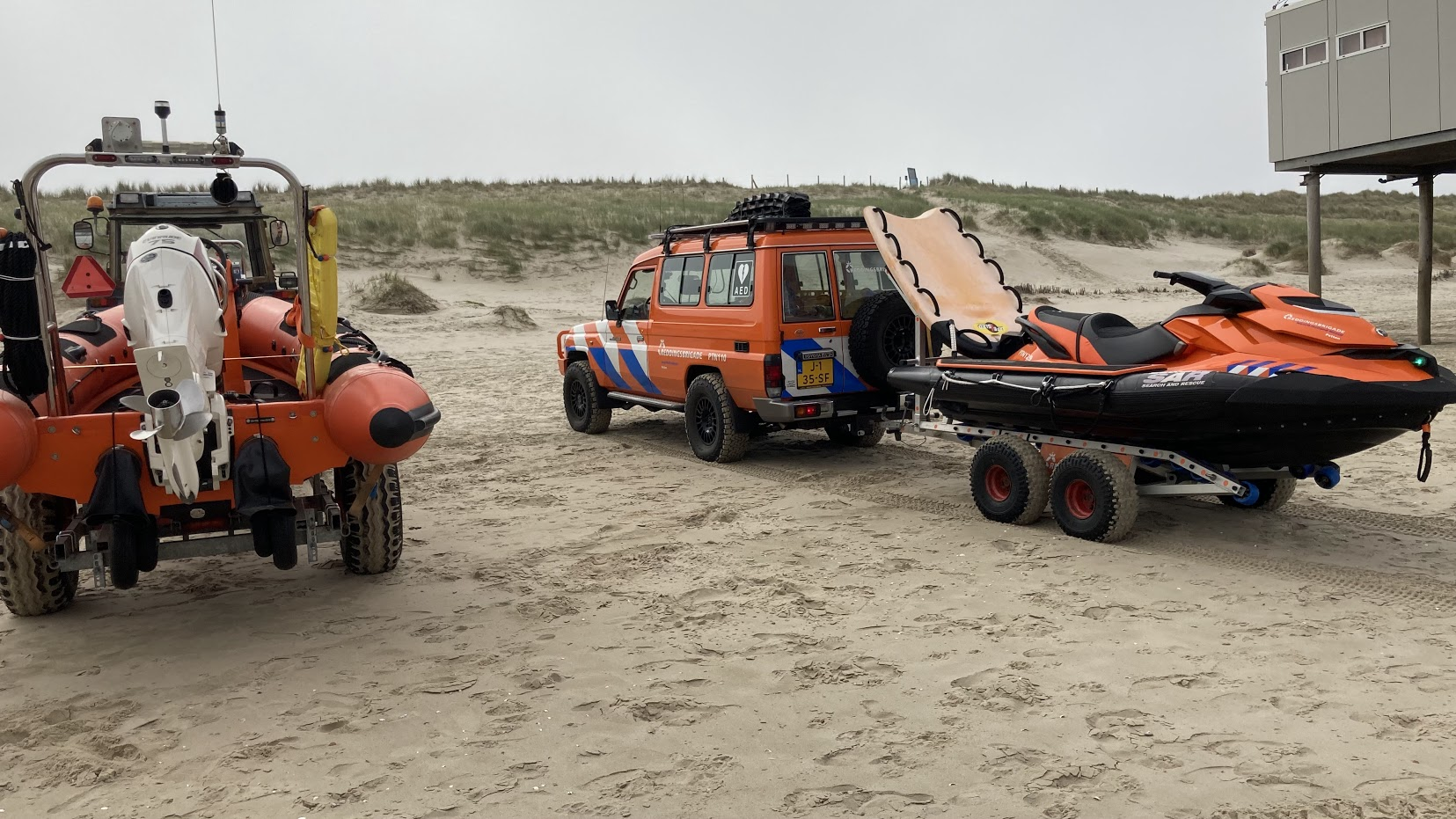
De 4×4-wagen van Reddingsbrigade "De Puitaal" in Petten met de waterscooter van deze brigade aangekoppeld. Links in de foto staat de snelle boot van deze brigade, gereed om uit te rukken.

Na jarenlang gedoogbeleid van het rijden met blauwe lichten en sirenes werd in november 2007 bekend gemaakt dat de Reddingsbrigade Nederland en alle aangesloten reddingsbrigades voortaan als officiële hulpverlener door gaat. De reddingsbrigades zijn daarmee officiële hulpverleningsorganisaties en hebben een status die op veel vlakken gelijk is aan de politie, brandweer en ambulance. Dit heeft onder andere geleid tot de invoering van het nieuwe landelijke logo, gekoppeld aan de BZK-Striping.
Het nieuwe logo werd ingevoerd omdat de term reddingsbrigade niet beschermd is en algemeen gebruikt kan worden. Het nieuwe logo is een combinatie van de naam met een symbool. Het gebruik van het logo is voorbehouden aan reddingsbrigades die zijn aangesloten bij Reddingsbrigade Nederland. Tijdens de bekendmaking in 2007 werd ook de nieuwe BZK-Striping getoond. De auto's zijn daarin oranje met dezelfde striping als de brandweer.

### Landelijk bureau
De KNBRD, de koepelorganisatie van de reddingsbrigades, is gevestigd in IJmuiden. Het Landelijk Bureau, dat in 1996 in gebruik is genomen, biedt ruimte aan het bondsbureau, het Nationaal Trainings Centrum (NTC), aan opslag- en reparatiefaciliteiten voor boten (het Service Center) en ruimten voor vergaderingen, voor theorie- en praktijklessen en voor het afnemen van examens. Binnen het Bureau is ook een operationeel centrum gevestigd dat tijdens grote waterongevallen zoals overstromingen dienstdoet als landelijk actiecentrum voor de inzet van de reddingsbrigade.
Reddingsbrigade Nederland heeft door de jaren heen veel brochures en folders uitgegeven met informatie over zwemmend- en varend redden en over gevaren van de zee. Verder zijn er normen voor diverse zwembrevetten, certificaten en diploma's opgesteld en kunnen allerlei materialen zoals reddingsklossen en autogordelsnijders bij de bond worden aangeschaft.